# 106P/Шустера
Комета Шустера (106P/Schuster) — короткопериодическая комета из семейства Юпитера, которая была обнаружена 9 октября 1977 года немецким астрономом Ганс-Эмилем Шустером в Европейской южной обсерватории. Первоначально была принята за астероид, но чуть позже Шустер отметил «некоторую размытость на северо-востоке». Она была описана как диффузный объект 17,0 m звёздной величины с небольшим хвостом около 20 " угловых секунд. Комета обладает довольно длинным периодом обращения вокруг Солнца — чуть менее 7,47 года.

Орбита кометы Шустера и её положение в Солнечной системе

Чуть позже, 21 октября, другой немецкий астроном — Луц Шмадель, обнаружил комету и на более ранних снимках, сделанных Шустером 5, 6 и 7 сентября, на которых комета выглядела несколько рассеянным объектом 17,0 m звёздной величины. Использую данные с этих изображений британский астроном Брайан Марсден рассчитал эллиптическую орбиту, согласно которой комета должна была пройти перигелий 6 января 1978 года на расстоянии 1,628 а. е. от Солнца, а период обращения вокруг него равняться 7,46 года. Он также отметил, что на свою нынешнюю орбиту комета попала совсем недавно, после того как испытала умеренно тесное сближение с Юпитером в 1958 году. Средняя магнитуда кометы, в период с конца октября по начало декабря, оценивалась в 16,0 m звёздных величин, а длина её хвоста — от 15 " угловых секунд до 1 ' угловой минуты. 

## Сближение с планетами
В XX веке комета испытала одно тесное сближение с Марсом и два с Юпитером. В XXI веке ожидается ещё два аналогичных сближения с Юпитером. 
- 0,67 а. е. от Юпитера	19 февраля 1924 года;
- 0,62 а. е. от Юпитера	27 июля 1958 года;
- 0,10 а. е. от Марса 11 сентября 1992 года;
- 0,53 а. е. от Юпитера	1 июня 2018 года;
- 0,85 а. е. от Юпитера	28 февраля 2053 года;
- 0,58 а. е. от Юпитера	13 декабря 2077 года.